# Super Pitfall
Super Pitfall (スーパーピットフォール?, Sūpā Pittofōru) è un videogioco a piattaforme, terzo capitolo della serie Pitfall. È stato commercializzato per Nintendo Famicom l'8 settembre 1986, e due mesi dopo per NEC PC-8801. Negli Stati Uniti la versione Famicom venne distribuita per Nintendo Entertainment System l'anno successivo, nel 1987. È il primo gioco della Activision a venire pubblicato per una console Nintendo. Nel 1988 uscì anche una conversione occidentale per TRS-80 CoCo.

## Trama
La prima parte del gioco è un libero remake del precedente capitolo, Pitfall II: Lost Caverns. L'obiettivo del gioco è infatti lo stesso: trovare il Raj Diamond (un grosso diamante, in Lost Caverns era un anello di diamanti) e salvare la nipote di Harry, Rhonda, e il suo fedele compagno Quick Claw, persi nelle Caverne Perdute. Ma da qui prende una svolta del tutto diversa, divenendo un vero e proprio sequel. Harry trova Quick Claw imprigionato dentro una gabbia e ha bisogno di una chiave per liberarlo. Rhonda invece è stata tramutata in pietra, e Harry deve quindi trovare una pozione magica per farla tornare normale. Dopo aver completato questi tre obiettivi, Harry deve uscire dalle caverne e la partita sarà vinta.

## Modalità di gioco
Come nel primo capitolo Pitfall!, Harry ha un numero limitato di vite, ma, come in Lost Caverns, non c'è un tempo limite. Per la prima volta Harry è armato, con un revolver, e può pertanto attaccare i nemici. I proiettili sono limitati, ma nell'esplorazione delle grotte è possibile trovarne altri. Comunque, la pistola permette di sparare solo in linea retta e all'altezza del volto di Harry, pertanto la quasi totalità dei nemici nella prima parte delle caverne (come ragni, scorpioni e pipistrelli) risulta praticamente impossibile da colpire. Nelle profondità delle caverne i nemici sono diversi (serpenti, lumache, cavernicoli), e alcuni richiedono più di un colpo per essere sconfitti. Tutti gli oggetti nel gioco sono invisibili, e vengono mostrati solo dopo aver eseguito degli specifici salti. L'unica eccezione è rappresentata dai lingotti d'oro, che danno molti punti ma non hanno nessun'altra utilità. Le caverne contengono inoltre diverse zone warp, anch'esse invisibili (per giunta nascoste).

## Accoglienza
La rivista Computer Gaming World ha deriso il gioco, definendolo «un rimaneggiamento [di Super Mario Bros.] che la maggior parte degli utenti NES sarà in grado di giocare nel sonno. Certo, non vi è nulla nel gioco stesso per tenerli svegli». Altre lamentele vennero lanciate per l'assoluta mancanza nel gioco di qualsiasi credito a David Crane, ideatore della serie e progettista dei primi due capitoli. Brett Alan Weiss recensì il gioco per Allgame e gli diede come voto 1/5, commentando: «Pitfall! è uno dei migliori giochi per l'Atari 2600. Super Pitfall è uno dei peggiori giochi per il NES». Gamasutra criticò il gioco per essere «vago fino al punto di esasperazione» e «una spedizione di puro prova-e-sbaglia nel sottosuolo», ma osservò anche che aveva alcuni elementi sandbox e che avrebbe potuto essere migliore se avesse avuto «un obiettivo più libero, una vera esplorazione con una grafica ed una fisica buone», come il suo contemporaneo Metroid o il più recente Cave Story.

## Seguito
Poco dopo la pubblicazione del gioco venne pianificato un sequel, il cui titolo avrebbe dovuto essere Super Pitfall II. Il gioco doveva essere la versione localizzata di un titolo Sunsoft allora esclusivamente su Famicom, Atlantis no Nazo (アトランチスの謎?), pertanto nonostante il nome non avrebbe avuto alcun legame con Super Pitfall. Il progetto venne annullato quand'era ancora agli inizi dello sviluppo, forse per la disastrosa accoglienza del gioco sia da parte della critica che da quella dei fan, e Super Pitfall II non venne mai completato.
Un sequel giunse solo otto anni più tardi, quando, nel 1994, venne pubblicato Pitfall: The Mayan Adventure, per SNES.